# محمد شوكت باشا
محمد شوكت باشا
سياسي عثماني رتبته فريق مهندس نصب والياً على بغداد خلفاً للوالي نجم الدين ملا خوجة طاش. حيث جرى استقباله ووكيل قائد الفيلق السادس، يوم الاثنين 22 رجب سنة 1327 ه‍/9 آب 1909 م. وصدرت الإرادة السنية بتنصيبه والياً في 6 جمادى الآخرة سنة 1327ه‍/23 يونيو 1909م، وفي 25 رجب قرئ فرمانه بحفاوة لائقة.

## نبذة عنه
كان فريق المدفعية للفيلق الثالث وشاءت الأقدار ان لا يعين لمنصب ولاية بغداد الا العسكريون، وما ذلك الا لتهدئة القلائل والفتن، وليس هناك غرض إصلاحي. وان هذا الوالي من (المهندسخانة البرية الهمايونية) ومن الأذكياء ويعد من نوادر الرجال وله اطلاع على اللغة الفرنسية والألمانية. وجاء في جريدة صدى بابل انه كان قبل 17 سنة برتبة مقدم (بيكباشي) في بغداد، وانه من كبار المصلحين والعلماء.

## عزله
وردت برقية بتاريخ 3 ذي القعدة 1327 ه‍/16 نوفمبر 1909 م، بعزل الوالي شوكت باشا (ولم يكمل السنة) وتنبئ بتعيين الفريق أول حسين ناظم باشا عضو الشورى العسكري لمنصب ولاية بغداد وانضمام قيادة الفيلق السادس.
وقد ظل محمد شوكت باشا بعد عزله وكيلاً للوالي الجديد حوالي ستة أشهر حتى مغادرته لبغداد في 7 مايو 1910م، بعد يوم واحد من قدوم الوالي الجديد ، وذلك يعني شل يده عن العمل تماماً خلال مدة الوكالة.